# Mesoderus
Mesoderus – wymarły rodzaj chrząszczy z rodziny pływakowatych i podrodziny Liadytiscinae. Obejmuje cztery opisane gatunki. Żyły w kredzie na terenie współczesnych Chin.

## Morfologia
Chrząszcze o jajowatym w obrysie ciele osiągające od 10,8 do 15 mm długości i od 4,7 do 7,5 mm szerokości. Głowa zaopatrzona była w oczy złożone o niewyciętych przednich krawędziach. Przedplecze nie było węższe niż podstawa pokryw. Tarczka była widoczna. Pokrywy były gładkie, pozbawiona bruzd i szeregów punktów, w zarysie jajowate, pozbawione wcięcia czy kolca na wierzchołku. Biodra przedniej pary były zaokrąglone i leżały blisko siebie. Biodra pary środkowej również były zaokrąglone, zaś te pary tylnej poprzeczne. Zapiersie miało część środkową wyniesioną. Największa, mierzona równolegle do osi podłużnej ciała długość skrzydełek zapiersia była duża, ale mniejsza od największej długości płytek zabiodrzy. Linie zabiodrzy były silnie ku przodowi rozbieżne. Wyrostki zabiodrzy ku przodowi nieco się zwężały, a na tylnych krawędziach były zaokrąglone. Odnóża pary środkowej cechowały się obecnością szczecinek pływnych w odsiebnych częściach goleni. Odnóża pary tylnej miały spłaszczone golenie o długości podobnej do ud oraz spłaszczone stopy z równej długości pazurkami.

## Taksonomia
Rodzaj i dwa jego gatunki opisane zostały po raz pierwszy w 2010 roku przez Aleksandra Prokina i Ren Donga. Gatunkiem typowym wyznaczono M. magnus. Nazwa rodzajowa to połączenie słów mesosoic (mezozoik) i Graphoderus. Początkowo rodzaj umieszczono wśród pływakowatych jako incertae sedis. W 2013 roku Prokin i współpracownicy sklasyfikowali go wraz z rodzajem Mesodytes w plemieniu Mesoderini, które wraz z Liadytiscini umieszczono w podrodzinie Liadytiscinae.
Do rodzaju tego zalicza się 4 opisane gatunki:
- Mesoderus magnus Prokin et Ren, 2010
- Mesoderus ovatus Prokin et al., 2013
- Mesoderus punctatus Prokin et al., 2013
- Mesoderus ventralis Prokin et Ren, 2010

Wszystkie gatunki znane są z datowanych na kredę wczesną skamieniałości odnalezionych na terenie Chin w Formacji Yixian.